# The Old Actor
The Old Actor è un cortometraggio muto del 1912 diretto da D.W. Griffith.

## Trama
Un attore anziano, sposato e con una figlia, si reca al teatro dove apprende che. essendo troppo vecchio, è stato licenziato per essere sostituito con un collega più giovane. L'uomo, disperato, tornando verso casa, pensa con angoscia alla famiglia che lo aspetta. Lungo il tragitto, però, soccorre un vecchio mendicante a cui era solito fare dell'elemosina. Lo accompagna a casa di questi ma, subito dopo, il poveraccio muore. Il vecchio attore, tornato a casa non ha il coraggio di dire alle due donne che è rimasto senza lavoro e si avvede, inoltre, di aver lasciato la sua valigetta a casa del mendicante. Vi fa, quindi, ritorno e scopre che la padrona di casa (Grace Henderson) sta litigando con qualcuno per ottenere più soldi dalla vendita degli averi del defunto inquilino.  Al vecchio attore, allora, viene un'idea: acquista i logori abiti del mendicante, se ne riveste, aggiunge una lunga barba e inizia a chiedere l'elemosina proprio nello stesso posto in cui era solito questuare il defunto accattone. Nel frattempo, l'attore chiamato a sostituirlo, durante le prove, dimostra chiaramente di non essere all'altezza del ruolo.
Poco dopo, passano accanto al vecchio attore travestito, senza riconoscerlo perché presi in un'animata discussione, la figlia con il suo fidanzato il quale, senza porvi attenzione, elargisce, erroneamente, al mendicante ben cinque dollari d'oro. Se ne accorge poco dopo ed informa un poliziotto di quanto accaduto ed, insieme, iniziano ad inseguire il vecchio che si rifugia in una baracca. Qui viene raggiunto dal giovane e dalla figlia, la quale, trovandoselo davanti, riconosce il padre nei panni dello straccione. Commossa per quanto il padre ha fatto lo riaccompagna a casa dove ad attenderlo vi è una bella sorpresa: alla moglie, infatti, è stato recapitato, nel frattempo, un messaggio con cui l'impresario teatrale gli offre la scrittura nel ruolo che gli aveva tolto ritenendolo non più idoneo. Madre e figlia si abbracciano felici mentre il vecchio attore viene accolto con gioia dal regista e dall'attrice protagonista.

## Produzione
Il film fu prodotto dalla Biograph Company. Venne girato nella California del sud nel febbraio 1912.

## Distribuzione
Distribuito dalla General Film Company, il film - un cortometraggio di una bobina - uscì nelle sale cinematografiche USA il 6 maggio 1912. Venne distribuito anche nel Regno Unito, attraverso la Moving Pictures Sales Agency, il 4 luglio 1912.
L'8 aprile 2008, è stato presentato a Londra nell'ambito del London Lesbian and Gay Film Festival.
Copie della pellicola si trovano conservate negli archivi della Library of Congress, in quelli del National Film Archive of the British Film Institute e nella collezione del Mary Pickford Institute for Film Education.